# Fröland

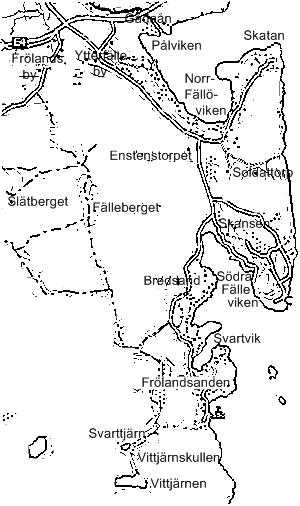
Fröland och Ytterfälle. Fälleberget, Vittjärn, Frölandsanden och Bredsand tillhörde Fröland.

Fröland är en by i Säbrå socken i Härnösands kommun. Orten klassades 1990 till 1995, och åter 2020 som en småort
Fröland ligger strax söder om E4 nära Gådaån och strax väster om grannbyn Ytterfälle. Genom byn går gamla landsvägen mellan Häggdånger socken och Säbrå kyrka. 
Byn har troligen medeltida anor eller äldre med tanke på den sammansatta planen, alla hus på samma ställe generellt. Förr ägde Frölandsborna Frölandsanden och Fälleberget. Fällön ägdes av Ytterfälle. Gården Bredsand vid kusten nära Häggdånger är troligen en Frölands-gård. Alldeles granne med Ytterfälle och dess villaområden ligger en del torp såsom Skansen och Enstenstorpet. 
Namnet Fröland har två möjliga ursprung. Den första är att Frö kommer från guden Frö. Gösta Bucht hävdar dock att detta är obefintligt. Det är mer troligt att Frö betyder frodig. Land brukar betyda brukad jord eller mark nära vatten.